# Geração à rasca

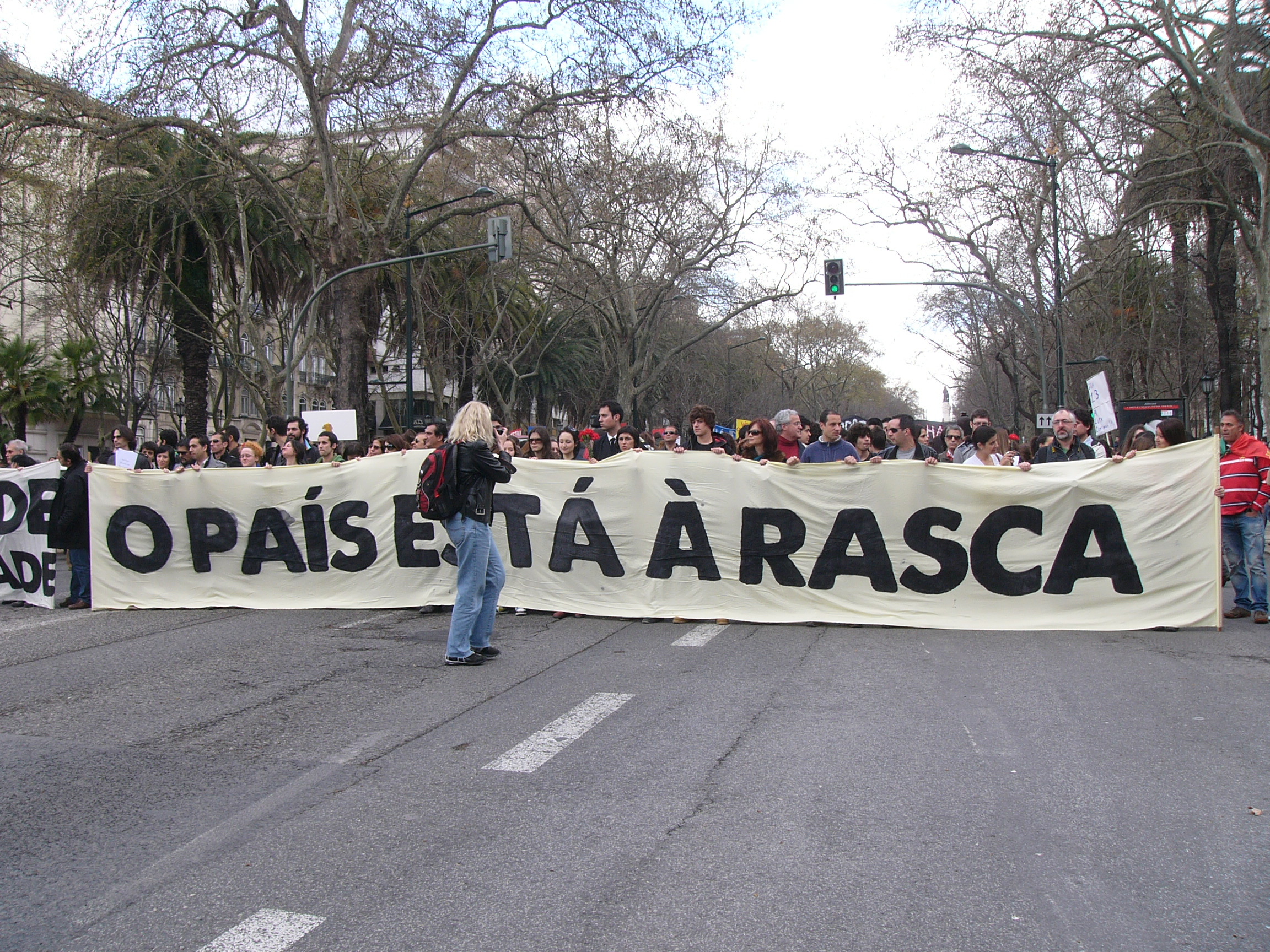
Banner der Demonstranten am 12. März 2011 in Lissabon

Geração à rasca (dt. sinngemäß: Generation in der Bredouille bzw. Verlorene Generation), oder M12M (Movimento 12 de Março) (dt.: Bewegung des 12. März), ist der Name einer Bewegung, die 2011 eine Reihe von Massenprotesten in Portugal initiierte. Der Name ist ein Wortspiel auf den Begriff Geração rasca, der Mitte der 1990er Jahre durch den Journalisten Vicente Jorge Silva während der Studentenproteste gegen die damalige Bildungsministerin Manuela Ferreira Leite geprägt wurde.

## Proteste
Die Protestbewegung, die sich selbst als „überparteilich, säkular und friedlich“ bezeichnet, wird nicht von Parteien, Gewerkschaften oder anderen Institutionen getragen, sondern begann durch einen Aufruf im sozialen Netzwerk Facebook. Sie fordert die Verbesserung der Arbeitsbedingungen, insbesondere für junge qualifizierte Menschen. Ein Manifest, das auf Facebook veröffentlicht wurde, rief zur Teilnahme an einer Demonstration in Lissabon am 12. März 2011 auf.

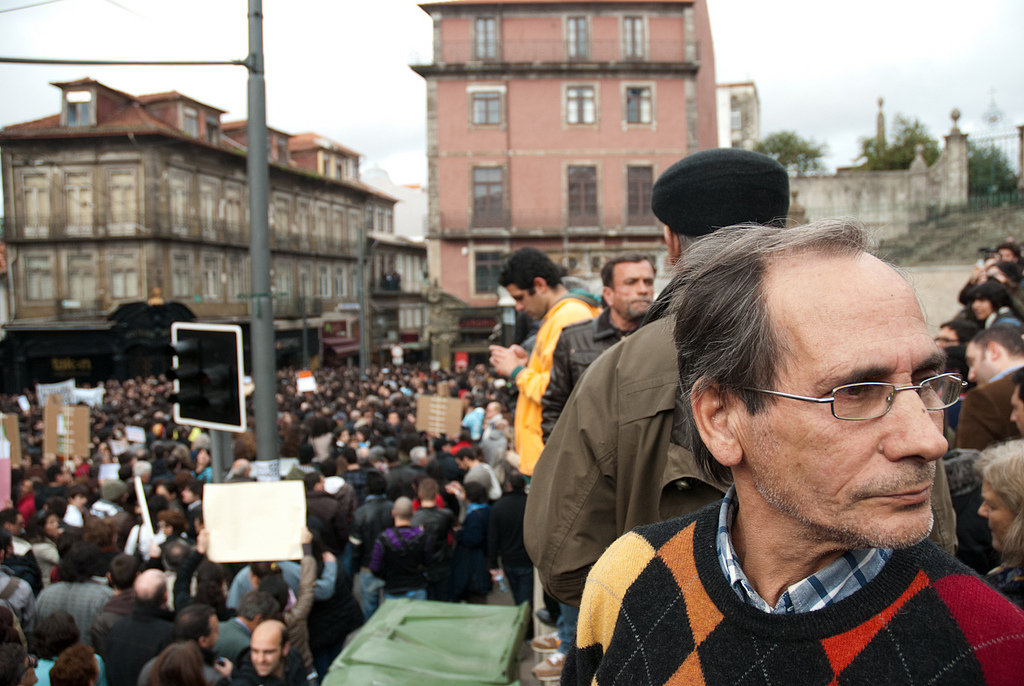
Demonstration am 12. März 2011 in Porto

Die Demonstranten füllten die Avenida da Liberdade in Lissabon. Die Proteste richteten sich dabei nicht nur gegen die steigende Arbeitslosigkeit und schlechte Arbeitsbedingungen, sondern auch gegen einen sinkenden Lebensstandard und drastische Sparmaßnahmen der Regierung. Nach Schätzungen der Veranstalter nahmen zwischen 200.000 und 300.000 Personen an der Kundgebung in Lissabon teil. Weitere Demonstrationen fanden in Porto mit geschätzten 80.000 Personen, Funchal, Ponta Delgada und  Viseu statt. Die Polícia de Segurança Pública ging von 100.000 Menschen in Lissabon und 60.000 Menschen in Porto aus. Die Spontaneität der Demonstrationen erinnerte Medienbeobachter an die Anfänge der Unruhen in Tunesien oder Ägypten.
Das Manifest der Initiative wurde von einem Lied der Band Deolinda mit dem Titel Parva que sou (dt. Wie blöd ich doch bin) beeinflusst.
In ihm heißt es:
Que mundo tão parvo (Was für eine Welt, so dumm)

Onde para ser escravo é preciso estudar (Wo man studiert haben muss, um Sklave zu sein)

Die Bandmitglieder nahmen an den Protesten nicht teil, obwohl sie mit den Demonstranten sympathisieren.
Auftrieb bekam die Protestbewegung nach dem Festival da Canção, dem portugiesischen Vorentscheid für den Eurovision Song Contest. Der humorvolle Siegerbeitrag A Luta é Alegria (dt. Der Kampf ist Freude) der Comedy- und Musikgruppe Homens da Luta orientiert sich an revolutionären Liedern von Zeca Afonso, einem bedeutenden Sänger und Komponisten, der 1974 die Nelkenrevolution mitauslöste.

## Folgen der Proteste
Nach den Protesten der „Geração à rasca“ und anschließenden Protesten der Gewerkschaftsverbände CGTP und UGT am 19. März zog die konservative Partido Social Democrata ihre Unterstützung für die Spar- und Kürzungsprogramme der portugiesischen Minderheitsregierung zurück. Dies wiederum führte zu der Ablehnung der Regierungspläne im Parlament und zum Sturz der Regierung. Die Regierungskrise führte zu Neuwahlen des Parlaments am 5. Juni, aus der die liberal-konservative PSD als Siegerin hervorging und die regierenden Sozialisten ablöste.